# ويليام كاب
ويليام كاب (بالإنجليزية: William Kapp)‏ هو مهندس معماري أمريكي، ولد في 1891، وتوفي في 1969.